# سد حنابج
سد حنابج هو سد في المملكة العربية السعودية تم إنشاؤه في عام 1979 ويقع في منطقة الرياض.